# Прево, Эжен Проспер
Эже́н Проспе́р Прево́ (фр. Eugène-Prosper Prévost; 23 апреля 1809 — 19 августа 1872) — французский композитор, дирижёр и музыковед
.
Начал формироваться как музыкант под влиянием старшей сестры, оперной певицы Зои Прево. В 1827 году поступил в Парижскую консерваторию, учился в классе композиции Жана-Франсуа Лесюёра вместе с Гектором Берлиозом. В 1831 г. удостоен Римской премии за вокальный дуэт «Бегство Бьянки Капелло», в премьерном исполнении которого пели его сестра и Жан-Батист Шолле.
Проведя в Риме всего несколько месяцев, вернулся в Париж в 1834 году. Первая же опера Прево, «Козимо, или Живописец-штукатур» (фр. Cosimo ou le Peintre badigeonneur), поставленная в 1835 г. в Опера-комик, принесла ему заметный успех. За ней последовали одноактная комическая опера «Кадисские понтоны» (фр. Les Pontons de Cadix; 1836), масштабная «Эсмеральда» (1836, по роману Виктора Гюго «Собор парижской богоматери» и ещё несколько небольших опер-однодневок, преимущественно комических.
В 1838 г. был приглашён для работы в Луизиану и стал главным дирижёром Французского театра в Новом Орлеане, дебютировав постановкой «Севильского цирюльника». Успешно выступал в Нью-Йорке и Филадельфии, а также в Нидерландах (в 1850—1852 годах работал в театре в Гааге); в этот период жизни написал ряд опер и поставил балет. Вернулся в Париж в 1861 году после начала в США Гражданской войны, однако уже год спустя дал благотворительный концерт в Новом Орлеане. В августе 1863 года стал дирижёром Парижской оперы, также возглавил оркестр Большого театра в Лионе. С 1864 по 1867 год работал в театре-буфф Оффенбаха. В конце 1867 года вернулся в Новый Орлеан, где преподавал музыку и пение в институте Локета. В 1871 году написал свою последнюю оперу.
В 1831 г. женился на певице Элеоноре Колон (настоящее имя Огюстина Дежан-Леруа, 1807—?). Старший сын, Леон Прево (1831—1877) — композитор и дирижёр, работавший в Новом Орлеане. Его брат, Эжен Прево-младший (1840—1856), скрипач оркестра под руководством своего отца, погиб от случайного выстрела на охоте. Третьим сыном Прево формально считается Туссен Прево, известный как пианист и композитор под псевдонимом Теодор Риттер, однако жена Прево родила его через полтора года после отъезда мужа в Новый Свет, и его настоящим отцом был другой человек.
Умер от гепатита.